# Смирнова, Екатерина Александровна
Екатери́на Алекса́ндровна Смирно́ва (урождённая Вороне́нкова; род. 8 сентября 1988, Калуга, СССР) — российская легкоатлетка, специализирующаяся в спринтерском беге. 5-кратная чемпионка России. Призёр летней Универсиады в эстафете 4×400 метров. Мастер спорта России международного класса.

## Биография
Тренируется под руководством Веры Михеевой, выступает за ЦСКА. В молодёжном возрасте специализировалась на дистанциях 200 и 400 метров. Выступала на Универсиаде 2009 года в трёх дисциплинах. В беге на 200 метров остановилась в шаге от пьедестала с результатом 23,59, в эстафете 4×100 м была шестой, а в эстафете 4×400 м помогла сборной России выиграть бронзовые медали.
Лучшие результаты показывает в беге на 200 метров. На этой дистанции она два раза подряд становилась чемпионкой России в помещении (в 2011-м и 2012-м годах) и регулярно оказывалась в финалах всероссийских соревнований.
Участвовала в командных чемпионатах Европы. В 2011 году в составе эстафеты 4×100 м заняла 2-е место, а как член сборной России стала победительницей турнира. Спустя 3 года выступала уже в личном виде: в беге на 100 метров финишировала 9-й и принесла 4 очка в командный зачёт.
На чемпионате Европы 2012 года в Хельсинки стала 4-й в эстафете 4×100 метров.
В 2014 году выиграла короткий спринт (60 метров) на чемпионате России в помещении с личным рекордом 7,36.

## Личная жизнь
Замужем за участником Олимпийских игр, российским спринтером Романом Смирновым.

## Основные результаты
| Год  | Турнир                       | Место проведения     | Дисциплина       | Место | Результат              |
| ---- | ---------------------------- | -------------------- | ---------------- | ----- | ---------------------- |
| 2009 | Чемпионат России в помещении | Москва, Россия       | 200 м            | 11-е  | 23,99 (заб.)           |
| 2009 | Универсиада                  | Белград, Сербия      | 200 м            | 4-е   | 23,59                  |
| 2009 | Универсиада                  | Белград, Сербия      | эстафета 4×100 м | 6-е   | 44,94                  |
| 2009 | Универсиада                  | Белград, Сербия      | эстафета 4×400 м | 2-е   | 3.34,45                |
| 2010 | Чемпионат России в помещении | Москва, Россия       | 200 м            | 7-е   | 23,85 (заб.)           |
| 2010 | Чемпионат России в помещении | Москва, Россия       | эстафета 4×200 м | 1-е   | 1.34,48                |
| 2010 | Чемпионат России             | Саранск, Россия      | 200 м            | 14-е  | 23,67 (+2,7 м/с) (1/2) |
| 2010 | Чемпионат России             | Саранск, Россия      | эстафета 4×100 м | 2-е   | 44,82                  |
| 2011 | Чемпионат России в помещении | Москва, Россия       | 200 м            | 1-е   | 23,37                  |
| 2011 | Чемпионат России в помещении | Москва, Россия       | эстафета 4×200 м | 1-е   | 1.35,11                |
| 2011 | Командный чемпионат Европы   | Стокгольм, Швеция    | эстафета 4×100 м | 2-е   | 43,12                  |
| 2011 | Чемпионат России             | Чебоксары, Россия    | 100 м            | 14-е  | 11,71 (1/2)            |
| 2011 | Чемпионат России             | Чебоксары, Россия    | 200 м            | 8-е   | 23,94                  |
| 2012 | Чемпионат России в помещении | Москва, Россия       | 200 м            | 1-е   | 23,35                  |
| 2012 | Чемпионат России в помещении | Москва, Россия       | эстафета 4×200 м | 2-е   | 1.35,19                |
| 2012 | Чемпионат Европы             | Хельсинки, Финляндия | эстафета 4×100 м | 4-е   | 43,37                  |
| 2012 | Чемпионат России             | Чебоксары, Россия    | 200 м            | 7-е   | 23,30                  |
| 2013 | Чемпионат России в помещении | Москва, Россия       | 200 м            | 6-е   | 24,55                  |
| 2014 | Чемпионат России в помещении | Москва, Россия       | 60 м             | 1-е   | 7,36                   |
| 2014 | Чемпионат России в помещении | Москва, Россия       | 200 м            | 6-е   | 23,83                  |
| 2014 | Командный чемпионат Европы   | Брауншвейг, Германия | 100 м            | 9-е   | 11,91                  |
| 2014 | Чемпионат России             | Казань, Россия       | 100 м            | 7-е   | 11,74                  |
| 2014 | Чемпионат России             | Казань, Россия       | эстафета 4×100 м | 3-е   | 44,84                  |
| 2015 | Чемпионат России в помещении | Москва, Россия       | 200 м            | 3-е   | 23,80                  |
| 2015 | Командный чемпионат России   | Сочи, Россия         | 200 м            | 1-е   | 23,04                  |